# Terconazol
El terconazol, es  vendido bajo la marca Terazol, entre otras. Es un medicamento utilizado para tratar las infecciones vaginales por hongos.  Es un tratamiento de primera línea para este uso.  Este medicamento se utiliza dentro de la vagina en forma de loción o supositorio. 
Los efectos secundarios de este medicamento incluyen picazón, dolor abdominal y períodos dolorosos.  Otros efectos secundarios pueden incluir reacciones alérgicas.  La seguridad de este medicamento  durante el embarazo no está claro.  Funciona alterando la membrana celular de ciertos hongos.  Tiene un espectro de actividad relativamente amplio. 
Este medicamento fue aprobado para uso médico en los Estados Unidos en 1987.  Está disponible como medicamento genérico.  En Estados Unidos un tubo cuesta unos 20 dólares estadounidenses. 